# Vermisat
Vermisat è un film del 1974 diretto da Mario Brenta.
La pellicola venne presentata alla Mostra internazionale d'arte cinematografica di Venezia.

## Trama
Luigi Tagrana è un emarginato: senza fissa dimora, senza lavoro, per vivere raccoglie vermi nei fossati del milanese (da qui il suo soprannome: Vermisàt), per venderli come esche.
Vermisàt entra ed esce dagli ospedali e dal carcere, dove però è un numero, più che una persona. Solo l'incontro con una prostituta, Maria, sola come lui, sembra lenire la solitudine di entrambi.
Tuttavia, costretto a cacciare i vermi di notte per paura dei contadini, prende la polmonite ed è costretto all'ennesimo ricovero. Non si fida delle medicine dell'ospedale, non le assume, e si fa dimettere, senza che i medici facciano alcuna resistenza: finisce così nelle mani di un ciarlatano, il Medicon, che non solo gli fornisce delle medicine fasulle in cambio di sangue, ma gli soffia anche Maria.
Di nuovo solo, si allontana da Milano, finendo nuovamente in un istituto di cura.

## Riconoscimenti
- 1975 - Festival di Saint Vincent
  - Grolla d'oro come migliore opera prima
- 1975 - Festival internazionale di Valladolid
  - Premio speciale della giuria